# Edoardo Moscatelli
Edoardo Moscatelli (Genova, 20 dicembre 1898 – Luserna San Giovanni, 13 giugno 1963) è stato un velista italiano.

## Carriera
Rappresentò l'Italia nella categoria 8 metri di vela ai Giochi della IX Olimpiade che si tennero dal 2 al 9 agosto 1928 a Amsterdam.  L'equipaggio era composta, oltre che da Moscatelli, da Francesco Giovanelli, il timoniere, Carlo Alberto D'Albertis, Marcantonio De Beaumont Bonelli, Mario Bruzzone e Guido Giovanelli ed ottenne, a bordo della Bamba il quarto posto finale della competizione categoria 8 metri.